# كيرك كاميرون
كيرك توماس كاميرون (بالإنجليزية: Kirk Thomas Cameron)‏ وهو ممثل أمريكي ولد في يوم 12 أكتوبر 1970 في مدينة بانوراما في ولاية كاليفورنيا في الولايات المتحدة ومثل في كوميديا الموقف ومثل في مسلسل الآلام المتزايدة (1985-1992) وظهر في مسلسلات وأفلام أُخرى منذ أن كان طفل ومثل في فلم Like Father Like Son في سنة 1987 وListen to Me في سنة 2000 ومثل في سلسلة أفلام ليفت بيهايند وفي 2008 مثل في فلم فايربروف، وثم نشط في التبشير المسيحي الإنجيلي حيث أصبح يقدم برنامج طريق الرب مع راي كومفورت وهو متزوج من الممثلة تشيلسي نوبل وهو شقيق الممثلة كانديس كاميرون بور.

## روابط خارجية
- كيرك كاميرون على موقع IMDb (الإنجليزية)
- كيرك كاميرون على موقع ألو سيني (الفرنسية)
- كيرك كاميرون على موقع ميوزك برينز (الإنجليزية)
- كيرك كاميرون على موقع تيرنر كلاسيك موفيز (الإنجليزية)
- كيرك كاميرون على موقع أول موفي (الإنجليزية)
- كيرك كاميرون على موقع قاعدة بيانات الأفلام السويدية (السويدية)
- كيرك كاميرون على موقع إن إن دي بي (الإنجليزية)
- كيرك كاميرون على موقع قاعدة بيانات الفيلم (الإنجليزية)
- كيرك كاميرون على موقع كينوبويسك (الروسية)